# Charles Bradley
Charles Bradley (Gainesville, Florida, 1948. november 5. – New York, Brooklyn, 2017. szeptember 23.) amerikai soulénekes.

## Diszkográfia
Szólólemezek
- No Time for Dreaming (2011)
- Victim of Love (2013)
- Changes (2016)

Kislemezek
- Take It As It Come, Pt. 1 / Take It As It Come, Pt. 2 (2002, Charles Bradley and Sugarman & Co.)
- Now That I'm Gone (Look How You're Crying) / Can't Stop Thinking About You (2004, Charles Bradley and the Bullets)
- This Love Ain't Big Enough For The Two Of Us (2006, Charles Bradley and the Bullets)
- The World (Is Going Up In Flames) / Heartaches And Pain (2007, Charles Bradley & Menahan Street Band / Charles Bradley)
- The Telephone Song (2008)
- No Time For Dreaming / Golden Rule (2010, Charles Bradley & Menahan Street Band)
- Every Day Is Christmas (When I'm Lovin' You) / Mary's Baby (2010, Charles Bradley featuring The Gospel Queens)
- Heart of Gold / In You (I Found a Love)  (2011, Charles Bradley & Menahan Street Band)
- Stay Away / Run It Back (2012, Charles Bradley & Menahan Street Band / Menahan Street Band)
- Strictly Reserved For You / Let Love Stand A Chance (2013, Charles Bradley & Menahan Street Band)
- Confusion / Where Do We Go From Here (2013, Charles Bradley & Menahan Street Band)
- Changes / Ain't It A Sin (2013, Charles Bradley & The Budos Band / Charles Bradley & The Bullets)
- Luv Jones / Change, Change, Change (2014, Charles Bradley & LaRose Jackson)
- Change For The World / Revelations (2016, Charles Bradley / Menahan Street Band)